# Lene Cecilia Sparrok
Lene Cecilia Sparrok (Namsskogan, 6 oktober 1997) is een Sami-actrice en rendierhoudster, geboren in Noorwegen.

## Biografie
Lene Cecilia Sparrok werd in 1997 geboren in Namsskogan in de provincie Trøndelag in Noorwegen, waar ze werkte in de rendierhouderij zoals de andere leden van haar familie. Sparrok behaalde in 2017 een Gesällbrev als erkend ambachtslid en spreekt Noors, Zweeds en Zuid-Samisch.
Sparrok debuteerde in 2016 met de hoofdrol als de 14-jarige Elle-Marja (Kristina) in de film Sameblod, waarin ze de rol van een rendierhoudster van Zuid-Samische oorsprong speelde in de jaren 1930. Ook haar zus Mia Sparrok speelde mee in de film in de rol van het kleine zusje van Elle Marja, Njenna. De film ging in september 2016 in première op het filmfestival van Venetië. De film kreeg positieve kritieken en behaalde meer dan 20 filmprijzen. Sparrok won de Golden Space Needle Award voor beste actrice op het internationaal filmfestival van Seattle, de prijs voor beste actrice op het internationaal filmfestival van Tokio en in 2018 de Zweedse Guldbagge voor beste actrice.

## Filmografie
- 2016: Sameblod

## Prijzen en nominaties
De belangrijkste:
| Jaar | Prijs     | Categorie     | Film     | Uitslag  |
| ---- | --------- | ------------- | -------- | -------- |
| 2018 | Guldbagge | Beste actrice | Sameblod | Gewonnen |